# ميجيل غارسيا
ميجيل غارسيا (بالبرتغالية: Miguel Ângelo Moita Garcia‏) (4 فبراير 1983 بمورا في البرتغال - ) هو لاعب كرة قدم برتغالي في مركز الدفاع. شارك مع منتخب البرتغال تحت 18 سنة لكرة القدم ومنتخب البرتغال تحت 19 سنة لكرة القدم ومنتخب البرتغال تحت 20 سنة لكرة القدم ومنتخب البرتغال تحت 21 سنة لكرة القدم وPortugal national football B team ‏. أما مع النوادي، فقد لعب مع أوردو سبور وريال مايوركا وسبورتينغ براغا وسبورتينغ غوا وسبورتينغ لشبونة ب وسبورتينغ لشبونة ونادي ريجينا ونورث إيست يونايتد ونادي أولهانينسي.

## وصلات خارجية
- ميجيل غارسيا على موقع اتحاد تركيا (لاعب) (الإنجليزية)
- ميجيل غارسيا على موقع قاعدة بيانات كرة القدم.إي يو (الإنجليزية)
- ميجيل غارسيا على موقع Soccerway.com (الإنجليزية)
- ميجيل غارسيا على موقع عالم كرة القدم.نت (الإنجليزية)
- ميجيل غارسيا على موقع AS.com (الإسبانية)